# Vasiliy Kharlamov
Pour les articles homonymes, voir Kharlamov.
Vasiliy Olegovich Kharlamov (en russe Василий Олегович Харламов, né le 8 janvier 1986 à Briansk) est un athlète russe, spécialiste du décathlon.

## Palmarès
| Date | Compétition                    | Lieu      | Résultat | Épreuve    | Points    |
| ---- | ------------------------------ | --------- | -------- | ---------- | --------- |
| 2009 | Championnats du monde          | Berlin    | 17e      | Décathlon  | 8 065 pts |
| 2010 | Championnats d'Europe          | Barcelone | 13e      | Décathlon  | 7 844 pts |
| 2011 | Championnats d'Europe en salle | Paris     | 8e       | Heptathlon | 5 959 pts |
| 2011 | Universiade                    | Shenzhen  | 1er      | Décathlon  | 8 166 pts |

## Records

### Records personnels
| Épreuve           | Performance   | Lieu        | Date              |
| ----------------- | ------------- | ----------- | ----------------- |
| 100 mètres        | 11 s 06       | Tcheboksary | 5 juin 2013       |
| Saut en longueur  | 7,58 m        | Szczecin    | 27 juin 2009      |
| Lancer du poids   | 15,77 m       | Tcheboksary | 5 juin 2013       |
| Saut en hauteur   | 1,98 m        | Szczecin    | 27 juin 2009      |
| 400 mètres        | 49 s 00       | Götzis      | 30 mai 2009       |
| 110 mètres haies  | 14 s 62       | Tcheboksary | 6 juin 2013       |
| Lancer du disque  | 49,03 m       | Talence     | 16 septembre 2012 |
| Saut à la perche  | 5,20 m        | Shenzhen    | 18 août 2011      |
| Lancer du javelot | 65,00 m       | Tcheboksary | 3 juin 2012       |
| 1 500 mètres      | 4 min 35 s 41 | Hengelo     | 29 juin 2008      |
| Décathlon         | 8 166 pts     | Shenzhen    | 18 août 2011      |

| Épreuve          | Performance   | Lieu   | Date           |
| ---------------- | ------------- | ------ | -------------- |
| 60 mètres        | 7 s 08        | Moscou | 6 février 2012 |
| Saut en longueur | 7,53 m        | Penza  | 5 février 2011 |
| Lancer du poids  | 16,42 m       | Moscou | 9 janvier 2011 |
| Saut en hauteur  | 2,00 m        | Paris  | 5 mars 2011    |
| 60 mètres haies  | 8 s 19        | Penza  | 5 février 2011 |
| Saut à la perche | 5,20 m        | Moscou | 7 février 2012 |
| 1 000 mètres     | 2 min 44 s 36 | Moscou | 7 février 2012 |
| Heptathlon       | 6 043 pts     | Moscou | 7 février 2012 |